# زیگفرید برور
زیگفرید برور (آلمانی: Siegfried Breuer؛ ‏ ۲۴ ژوئن ۱۹۰۶ – ۱ فوریهٔ ۱۹۵۴) یک بازیگر و کارگردان اهل اتریش بود.
از فیلم‌ها یا برنامه‌های تلویزیونی که وی در آن نقش داشته است می‌توان به مرد سوم و بر رنگین‌کمان می‌رقصیم اشاره کرد.